# Escuts i banderes del Montsià

Escut oficial del Montsià

Els escuts i banderes del Montsià són el conjunt de símbols que representen els municipis d'aquesta comarca.
En aquest article s'hi inclouen els escuts i les banderes oficialitzats per la Generalitat des del 1981 per la Conselleria de Governació, que en té la competència.
Pel que fa als escuts comarcals, cal dir que s'han creat expressament per representar els Consells i, per extensió, són el símbol de tota la comarca. El del Montsià fou oficialitzat en ser publicat al DOGC del 29 de setembre del 2005.
No té ni escut ni bandera oficial el municipi de la Ràpita.

## Escuts oficials

Alcanar Publicat al DOGC el 17 de gener de 2006.
Amposta Publicat al DOGC el 10 d'agost de 2006.
Freginals Aprovat el 22 de setembre del 1989.
la Galera Aprovat el 18 d'octubre de 1983.
Godall Publicat al DOGC el 25 de maig de 1983.
Mas de Barberans Publicat al DOGC el 24 de gener de 1994.
Masdenverge Aprovat el 27 de febrer del 2003.
EMD dels Muntells Publicat al DOGC el 4 de gener del 2008.
Sant Jaume d'Enveja Publicat al DOGC el 9 d'octubre de 1985.
Santa Bàrbara Publicat al DOGC el 20 d'abril de 1994.
la Sénia Aprovat el 26 d'octubre de 1987 i modificat el 24 de desembre del 2003.
Ulldecona Aprovat el 2 d'abril de 1990.

## Banderes oficials

Alcanar Publicada al DOGC el 3 d'abril de 2014.
Amposta Publicada al DOGC el 20 de maig de 2007.
Freginals Publicada al DOGC el 2 de juliol de 1990.
la Galera Publicada al DOGC el 3 d'abril de 1995.
Godall Publicada al DOGC el 3 d'abril de 1995.
Mas de Barberans Publicada al DOGC el 6 de setembre de 1995.
Masdenverge Publicada al DOGC l'1 de març de 2004.
Sant Jaume d'Enveja Publicada al DOGC el 14 de febrer de 1990.
Santa Bàrbara Publicada al DOGC el 13 de juliol de 2000.
Ulldecona Publicada al DOGC el 13 de desembre de 1993.